# Edward Capehart O’Kelley

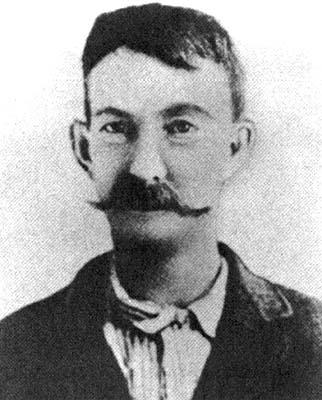
Edward Capehart O’Kelley, 1890

Edward Capehart O’Kelley (ur. 1 października 1857, zm. 13 stycznia 1904 w Oklahoma City) – amerykański przestępca, zabójca Roberta Forda (mordercy Jesse Jamesa). Za ten czyn O’Kelley do 1900 r. siedział w więzieniu.
O’Kelley nie używał strzelb, a wyłącznie rewolwerów. Prowadził również hodowlę bydła. Zginął w szamotaninie z policjantem.
W filmie Zabójstwo Jesse’ego Jamesa przez tchórzliwego Roberta Forda rolę O’Kelleya zagrał Michael Copeman.